# Федеральный президент Германии
Федера́льный президе́нт (бундеспрезиде́нт) (нем. Bundespräsident), Президе́нт ФРГ — должность главы Германии и лицо, находящееся на ней.

## История
Должность была учреждена на основании Основного закона 1949 году. С 19 марта 2017 года должность занимает Франк-Вальтер Штайнмайер. 

## Полномочия
- Представление ФРГ как внутри неё так и во вне;
- Принятие иностранных послов;
- Подписание международных договоров;
- Помилование;
- Назначение и увольнение федеральных судей, федеральных служащих, офицеров и унтер-офицеров.

## Избрание
Федеральный президент избирается Федеральным собранием в 3 тура при свободном 2-м и 3-м турах сроком на 5 лет при возможности одного переизбрания. Федеральным президентом может быть избран гражданин Германии старше 40 лет. Федеральное Собрание состоит из Бундестага и равного из количества делегатов от ландтагов, избранных пропорционально размеру фракций. 

## Присяга
Я клянусь посвятить свои силы благу немецкого народа, умножая его достояние, оберегать его от ущерба, блюсти и охранять Основной закон и законы Федерации, добросовестно исполнять свои обязанности и соблюдать справедливость по отношению к каждому. Да поможет мне Бог. 
Оригинальный текст (нем.)Ich schwöre, dass ich meine Kraft dem Wohle des deutschen Volkes widmen, seinen Nutzen mehren, Schaden von ihm wenden, das Grundgesetz und die Gesetze des Bundes wahren und verteidigen, meine Pflichten gewissenhaft erfüllen und Gerechtigkeit gegen jedermann üben werde. So wahr mir Gott helfe.
— Основной закон Федеративной Республики Германия (Конституция ФРГ)
Согласно Конституции, эта присяга может быть произнесена без религиозного обращения.

## Замещение
Федеральный Президент замещается Председателем Бундесрата.

## Политическая ответственность
Федеральный Президент не несёт ни перед кем политической ответственности, все его распоряжения должны быть скреплены подписями Федерального канцлера или компетентного федерального министра.

## Статус федерального президента
Федеральный Президент не может быть членом Бундестага или ландтагов. В случае умышленного нарушения Федеральным Президентом Конституции или федеральных законов Федеральный конституционный суд смещает Федерального президента по предложению Бундестага или Бундесрата принятого квалифицированным большинством в 2/3 голосов и по инициативе не менее 1/4 своих членов.

## Обеспечение деятельности Федерального президента
Материально-техническое обеспечение деятельности Федерального президента осуществляет Канцелярия Федерального президента (Bundespräsidialamt). 

## Резиденция
Резиденции федерального президента — замок Бельвю в Берлине и вилла Хаммершмидта в Бонне.